# Liste der Monuments historiques in Maixe
Die Liste der Monuments historiques in Maixe führt die Monuments historiques in der französischen Gemeinde Maixe auf.

## Liste der Objekte
| Bezeichnung            | Beschreibung                                                            | Standort                       | Kennzeichnung | Schutzstatus | Datum | Bild |
| ---------------------- | ----------------------------------------------------------------------- | ------------------------------ | ------------- | ------------ | ----- | ---- |
| Weihwasserbecken       | Kalkstein, 1598                                                         | in der Kirche St-Martin (Lage) | PM54001051    | Classé       | 1991  |      |
| Maria-Immaculata-Altar | Holz, bemalt und vergoldet, sowie Ölfarbe auf Leinwand, um 1725         | in der Kirche St-Martin (Lage) | PM54001654    | Inscrit      | 1980  |      |
| Nikolaus-Altar         | Holz, bemalt und vergoldet, sowie Ölfarbe auf Leinwand, um 1765         | in der Kirche St-Martin (Lage) | PM54001655    | Inscrit      | 1980  |      |
| Kelch                  | Silber, vergoldet, 1768                                                 | in der Kirche St-Martin (Lage) | PM54000448    | Classé       | 1978  |      |
| Taufbecken             | Kalkstein, Ende des 15. Jahrhunderts; Eichenholzdeckel, 19. Jahrhundert | in der Kirche St-Martin (Lage) | PM54001052    | Classé       | 1991  |      |
| Zwei Reliefs           | Holz, farbig gefasst, 17. Jahrhundert                                   | in der Kirche St-Martin (Lage) | PM54001053    | Classé       | 1991  |      |